# Хадд
Хадд (حد — утримання, припинення) — покарання, які шаріатський суддя накладає за злочини проти моральності і громадського порядку. На такі злочини, як блюзнірство, розпусні дії, лжесвідчення, наклеп, пияцтво, азартні ігри, шахрайство тощо є вказівки в Корані і сунні пророка Мухаммада.